# Bezděz (hrad)
Bezděz je zřícenina hradu v Chráněné krajinné oblasti Kokořínsko – Máchův kraj u stejnojmenné obce  v okrese Česká Lípa v Libereckém kraji. Hrad se nachází na vrchu Bezděz (606 m n. m.) v národní přírodní rezervaci Velký a Malý Bezděz v Dokeské pahorkatině, šest kilometrů jihovýchodně od města Doksy. Je chráněn jako národní kulturní památka a v návštěvních hodinách je přístupný veřejnosti.
Hrad založil král Přemysl Otakar II. ve druhé polovině 13. století. Stavba byla z větší části dokončena roku 1279, kdy byl na hradě vězněn mladý Václav II. Od začátku 14. století se v držení hradu vystřídala řada šlechtických rodů, ke kterými patřili například Berkové z Dubé, páni z Michalovic, z Cimburka nebo Vartenberkové a Valdštejnové. Během 16. století hrad ztratil svůj sídelní význam. Na začátku třicetileté války byl poškozen císařským vojskem. Albrecht z Valdštejna se Bezděz krátce pokoušel přestavět na moderní pevnost, ale svůj záměr nedokončil. Od té doby hrad sloužil církevním účelům a hradní kaple se v 18. století proměnila ve významné poutní místo. Po jeho zrušení hrad začal chátrat a postupně se měnil ve zříceninu, která v době romantismu posloužila jako zdroj inspirace řadě umělců.
Bezděz patří k nejlépe zachovaným hradům ze třináctého století v Česku. Dochovaly se rozsáhlé zbytky několika paláců, dvě okrouhlé věže a ve své době ojedinělý systém opevnění. Na rozdíl od starších hradů už nebyl dominantním vnitřním prostorem hradu velký sál. Místo něj se ve všech palácích opakuje obytná jednotka tvořená menším klenutým sálem, k němuž po stranách přiléhaly klenutá komnata a místnost s vnitřním dřevěným obložením. Umělecky výjimečným prostorem je hradní kaple svatého Michaela.

## Název
Název hradu byl převzat ze staršího označení lesem porostlé hory. Slovo Bezděz vzniklo odvozením z osobního jména Bezděd ve významu Bezdědův les, dvorec nebo hrad. V historických pramenech se jméno objevuje ve tvarech: Besdhetz (1264), „in castrum Bezdiezi“ (1279), Bezdezi (1283), Bezdez (1286), Bezdes (1340), Bezdyez (1352), Bezdiez (1354), Bezdyezie (1384–1405), na bezdyezy (okolo roku 1400), Bezdyezye (1422), Bezgezy (1518), na Bezdiezij (1546), v zámek vezdiezy (1558), na Bezdiezý horu (1578), na Bezdiezy (1593), Pösig (1720) nebo Bezděz a Schloss Bösig (1848).

## Historie

### Třinácté století

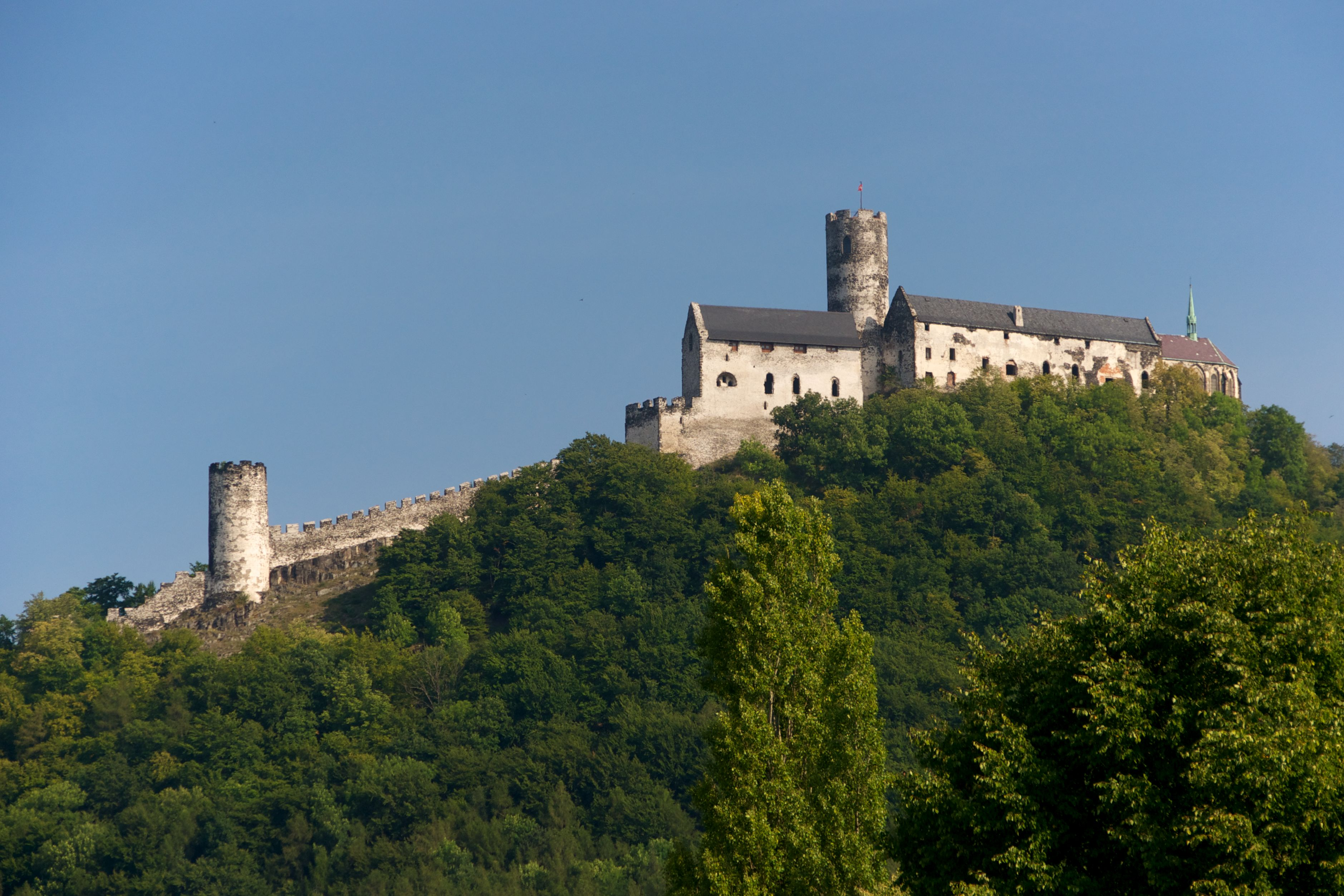
Typická silueta hradu od jihu

Krajina v okolí Bezdězu s množstvím bažin a rašelinišť zůstávala až do konce dvanáctého století téměř neosídlená. Jejím správním centrem byl mladoboleslavský hrad, ale ve druhé polovině dvanáctého století dostala vlastního správce, jehož dvorec stál nejspíše v sousedství kostela svatého Jiljí v Bezdězu. Úřad správce je písemně doložen v roce 1264, kdy už jeho existence končila. V témže roce totiž král Přemysl Otakar II. založil nový královský hrad Bezděz. Měl nahradit o něco starší Housku, která svou stísněností nevyhovovala královým potřebám. Stavbu obou hradů prováděla stejná stavební huť, která předtím pracovala v hradišťském klášteře a byla ovlivněna stavebním uměním, které do Čech přinesli mniši řádu cisterciáků z Burgundska a severního Německa. Bezděz byl z podstatné části dokončen v letech 1278 nebo 1279, takže se ho zakladatel Přemysl Otakar II. zřejmě nedožil (zemřel v bitvě na Moravském poli v srpnu 1278).
Dobroslav Líbal výstavbu rozdělil do tří etap. Během první, započaté snad už v padesátých letech 13. století, byl postaven královský palác, věž a opevnění. Ve druhé fázi během sedmdesátých let 13. století následoval purkrabský palác a přestavba dolního hradu. Ve třetí etapě, na počátku vlády Václava II., byla postavena kaple. Podle Tomáše Durdíka byl hrad z velké části dokončen v roce 1279 a později byla za vlády Václava II. dokončena jen hradní kaple, která však byla jako součást prvotního záměru založena současně se sousedním palácem.
Koncem ledna nebo v únoru 1279 nechal braniborský markrabě Ota V. na hradě uvěznit mladého Václava II., jeho sestru Anežku i s jejich matkou Kunhutou. Bezdězský purkrabí Hermann spoléhal, že matka své děti neopustí, a povoloval jí vyjížďky do okolí hradu. Kunhuta nakonec využila příležitosti a pod záminkou návštěvy manželových ostatků utekla na Opavsko. Václav na hradě zůstal až do listopadu, kdy jej Ota V. odvezl do Žitavy. Otův zájem o Bezděz trval, a v roce 1282 jej s dalšími hrady a přilehlými městy (Žitava, Most, Svádov, Děčín, Ústí, Ostrý a Ronov) získal do zástavy, byť už následujícího roku je musel z rozhodnutí krále Rudolfa vrátit.
K zajištění provozních a obranných potřeb hradu byla zřízena manská soustava s vlastním soudem v Bělé pod Bezdězem. Jednotlivá manství bývala v Bezdědicích, Doubravici, Doubravičce, Chotětově, Klucích, Lobči, Myšlíně, Nosálově, Ostrém, Plužné, Skalce, Skramouši, Spikalech, Sudoměři, Záboří a Žebicích.

### Čtrnácté a patnácté století

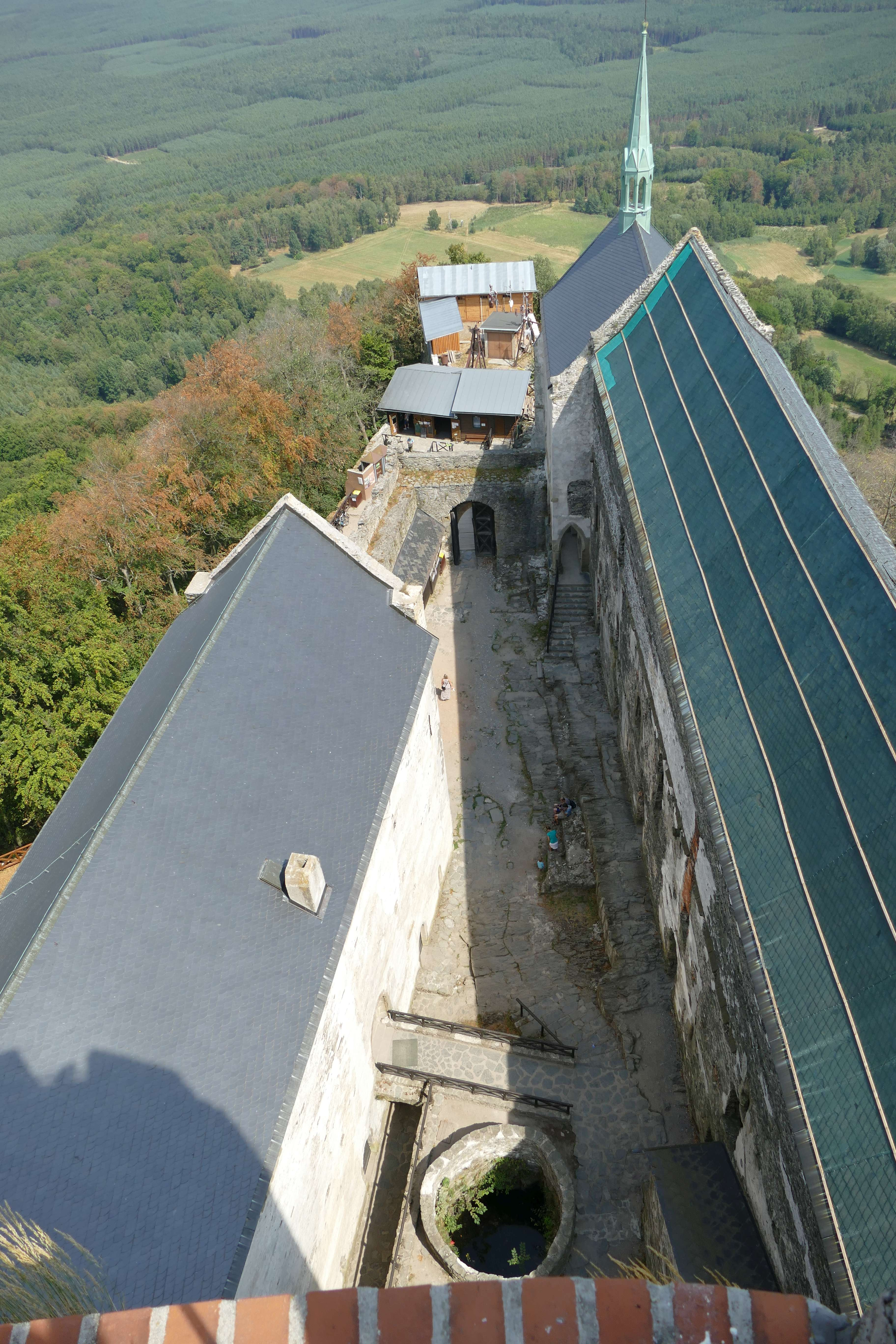
Nádvoří mezi Purkrabským a Královským palácem s cisternou

Majitelé hradu v první polovině 14. století jsou nejasní. V roce 1300 nebo krátce po něm hrad získal do zástavy Hynek Berka z Dubé. Podle Augusta Sedláčka a Františka Záruby však Bezděz dostal do zástavy až po smrti Václava II. Hynkův bratr Půta z Frýdlantu, doložený jako držitel hradu roce 1315 nebo 1316 a Hynkovi hrad připadl, až když Půta po roce 1318 zemřel. Berkové z Dubé hrad vlastnili do roku 1348, kdy ho vykoupil král Karel IV. Karlův pobyt na hradě je doložen v letech 1351, 1352, 1357 a 1367. Ve svém navrhovaném zákoníku Majestas Carolina panovník označil Bezděz jako nezcizitelný hrad. V době vlády Karla IV. byla v krajině pod hradem vybudována rybniční soustava, jejímž jádrem je Máchovo jezero. Na jeho budování dohlížel bezdězský purkrabí Oldřich Tista z Libštejna.
Král Václav IV. hrad zastavil Prokopovi Lucemburskému, který krále podporoval v bojích s bratrem Zikmundem. Prokop však 6. června 1402 Bezděz zastavil za tisíc kop grošů Havlovi ze Zvířetic s podmínkou, že mu bude hrad vždy k dispozici a Havel ho bude vojensky podporovat. V létě téhož roku k hradu přitáhl Zikmund s vojskem, ale o obléhání se nepokusil. Pod záminkou jednání však vylákal Prokopa z hradu, aby jej vzápětí zajal. Havel hrad udržel až do své smrti okolo roku 1405 a odkázal jej Jankovi z Chotěmic. Václav IV. hrad nejspíš roku 1406 opět vykoupil a purkrabím ustanovil Jana ze Smržova. Dne 12. listopadu 1410 převedl pravomoc manského soudce na bezdězského purkrabího a omezil možnosti manů volně nakládat se svým majetkem. Ve funkci purkrabího se ke konci Václavovy vlády vystřídali Janek ze Smilkova a z Kostelce (1417–1418) se Zikmundem z Mlazic (1418–1419).

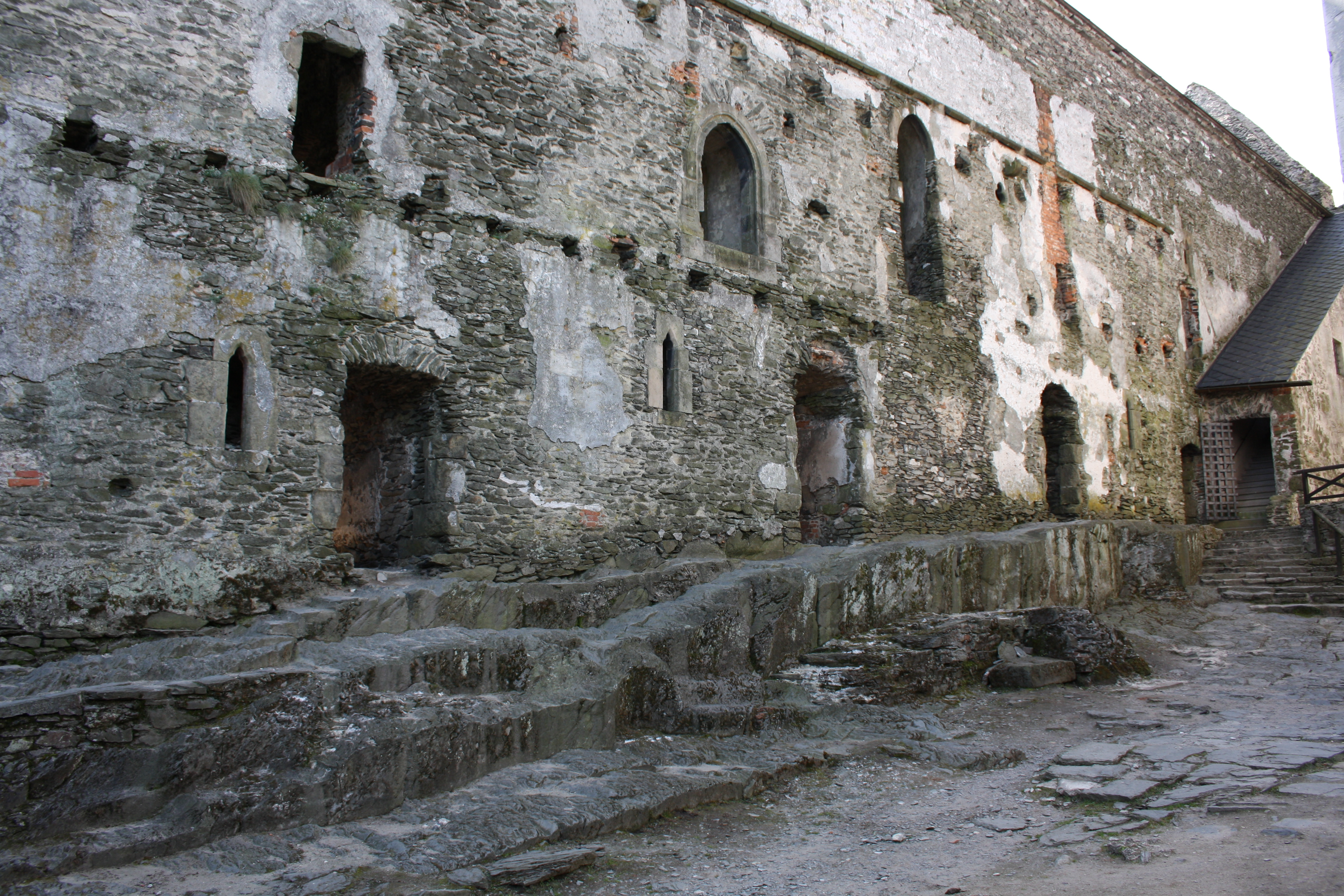
Nádvorní strana Královského paláce

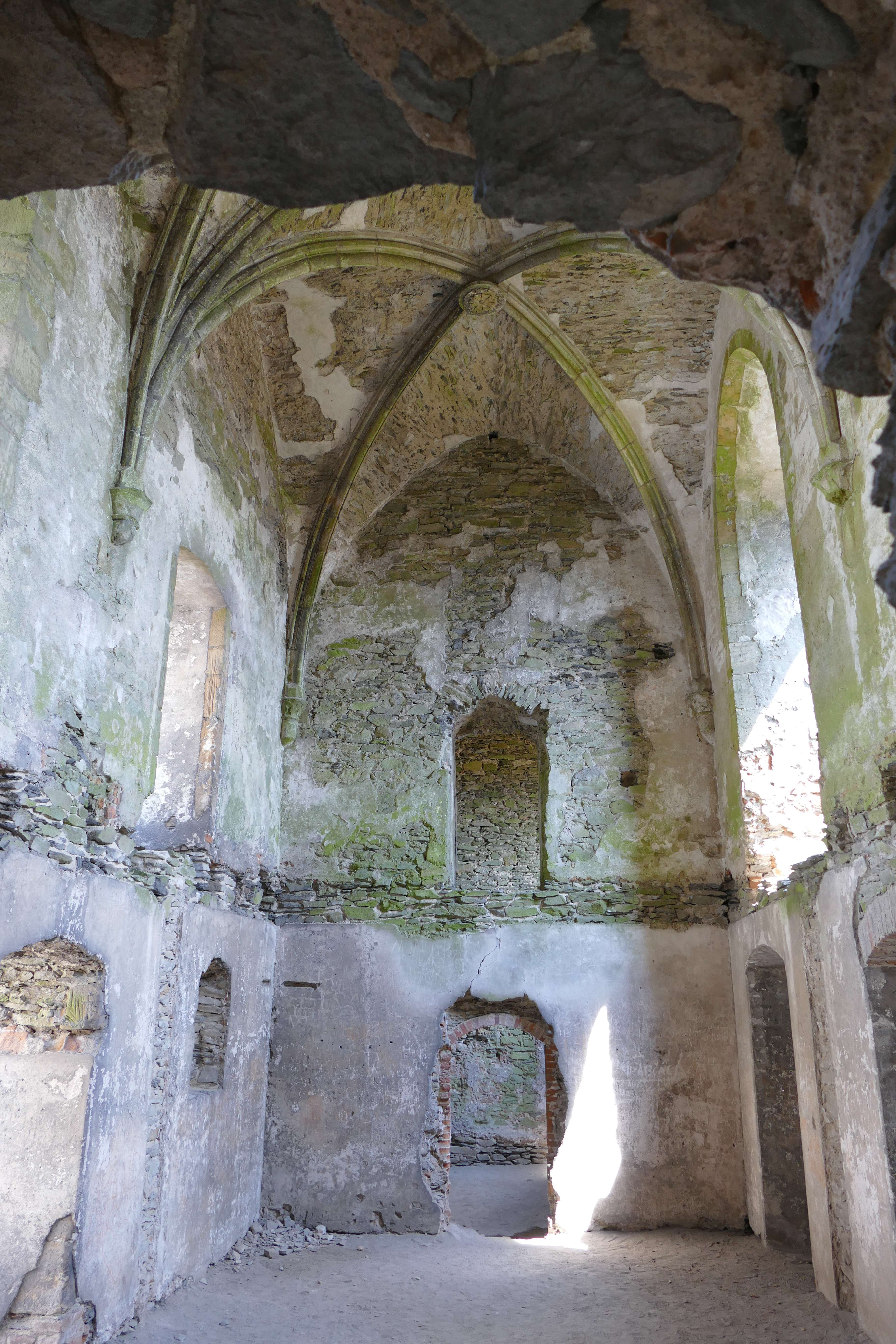
Interiér jednoho z paláců

Po bratrově smrti Zikmund Lucemburský hned v roce 1419 Bezděz zastavil Janovi z Michalovic, který jej v husitských válkách obsadil silnou posádkou, čímž z hradu učinil významnou oporu katolíků. Kromě jiných na hradě nalezli útulek mniši z vypáleného hradišťského kláštera, kanovníci vyšehradské kapituly nebo zde byly uloženy dvorské desky. Husité se o dobytí pevného hradu ani nepokusili. Po otcově smrti okolo roku 1425 Bezděz převzal syn Jindřich z Michalovic. Král Zikmund mu roku 1429 zapsal dluh šesti tisíc kop grošů, za které mu dal do zástavy kromě Bezdězu s městem také Bělou s velkým rybníkem pod Doksy s dalšími městečky a vesnicemi. Většinu výnosů z panství však Jindřich musel použít na údržbu hradu. Jindřich zemřel roku 1436 a majetek po něm zdědil bratr Petr z Michalovic. Následujícího roku jej předal Václavovi z Michalovic a ten Jindřichovi z Michalovic.
Jindřich nebyl schopen splácet otcovy dluhy, a proto v roce 1445 Bezděz zastavil svému švagrovi Janovi ze Smiřic, ale po jeho popravě v roce 1453 se mu hrad vrátil. Král Jiří z Poděbrad mu zástavu na Bezdězu zvýšil o čtyři tisíce kop grošů a potvrdil dříve udělená, ale později ztracená práva městečku Doksy. Jindřichovou smrtí vymřela mužská linie pánů z Michalovic a majetek zdědila jeho sestra Magdalena, provdaná za Jana Tovačovského z Cimburka.
Jan Tovačovský byl významným podporovatelem krále Jiřího, kterému v roce 1470 přenechal moravská města Přerov a Hranice. Král mu za to zvýšil zástavu na Bezdězu o deset tisíc kop grošů. Když v roce 1483 zemřel, byl Janův syn Adam ještě nezletilý, a jeho poručníkem se stal strýc Ctibor z Cimburka. Adam se se svou matkou Johanou, rozenou Krajířovou z Krajku, správy panství ujal v roce 1494, ale hned následujícího roku je postoupili Janovi z Janovic. Přesto ještě v roce 1497 král Vladislav Adamovi potvrdil zápisnou sumu za bezdězské panství ve výši dvaceti tisíc kop grošů.

### Šestnácté století

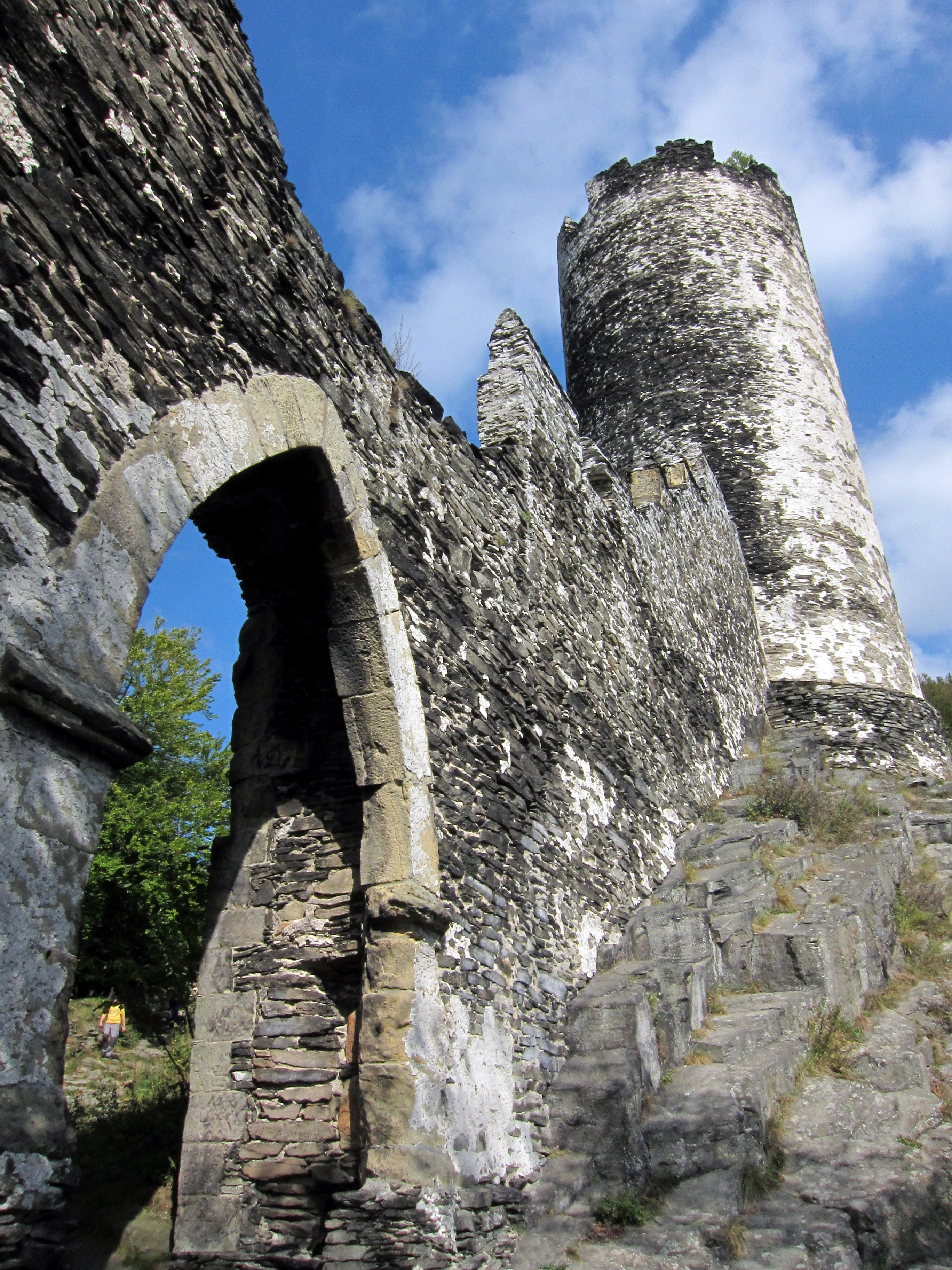
Třetí brána

Jan z Janovic na bezdězském panství založil nové rybníky. Jako bezdětný roku 1502 adoptoval Jana Špetleho z Prudic a na Žlebích, kterému odkázal většinu majetku. Zemřel nejspíše následujícího roku, ale za nezletilého Jana Špetla spravoval majetek Jetřich Bezdružický z Kolovrat, který bezdězským purkrabím ustanovil Václava z Řeplic. Jan Špetle se panství ujal až roku 1507 nebo krátce poté. Oženil se s Annou z Janovic, se kterou měl dva syny, z nichž po otcově smrti v roce 1532 Bezděz s Bělou zdědil Burian. Syn otce přežil jen o dva roky a jeho majetek zdědili synové Jan mladší, Jetřich a Vilém Špetlové z Prudic. Bratři vedli majetkové spory s Václavem z Vartenberka, Alešem Berkou z Dubé nebo pro vlastní násilné činy s dalšími šlechtici z okolí. Zdislav Berka z Dubé proto od krále Ferdinanda I. dostal povolení vyplatit hrad ze zástavy, ale nepodařilo se mu získat dostatek peněz. Jan mladší Špetle tedy zástavu v roce 1547 odkázal nezletilé dceři Saloméně. Vdova Magdaléna, rozená Berková z Dubé, dostala byt na zámku v Bělé.
Janova sestra Anna u soudu napadla uspořádání dědictví a u zemského soudu dosáhla v roce 1553 rozdělení bezdězského panství. K Bezdězu připadly Doksy, městečko Mšeno a vsi Tachov, Obora, Luka, Žďár, Bezdědice, Nosálov, Podbezděz, Staré Splavy, Vrátno, části Zbyn, Kalku a další drobnější statky. Jeho majitelkou se stala Saloména, která se provdala za Mikuláše Zajíce z Hazmburka a majetek mu předala. Král Ferdinand dne 2. května 1558 Mikulášovi potvrdil doživotní držení bezdězského panství se třinácti many v hodnotě jedenácti tisíc kop grošů. Mikuláš však 15. srpna téhož roku Bezděz prodal Adamu Berkovi z Dubé, který při obchodu zastupoval svou manželku Kateřinu, vdovu po Václavovi z Vartenberka. Ta vzápětí veškerý svůj zástavní majetek přepsala na děti Jana, Annu a Elišku z Vartenberka z prvního manželství a Alešovi a Jáchymovi Berkům z Dubé z manželství druhého. V roce 1566 podíly sourozenců skoupil Jan z Vartenberka a roku 1580 své manželce Barboře z Lobkovic věnoval podíl na bezdězském panství ve výši 6 500 kop českých grošů. Vrchnost však na hradě nežila a jako purkrabí ji roku 1571 zastupoval Jan Nosálovský z Vísky.
Na stavovském sněmu v roce 1588 se šlechta dohodla s císařem na vyplacení a prodeji panství z komorního majetku. Zájem o koupi projevil Jan starší z Valdštejna na Sedčicích, který měl zaplatit 22 000 kop českých grošů, z čehož mu bylo za zásluhy sleveno 6 500 kop. Kupní smlouva byla uzavřena 14. října 1588 a Janovi bylo zároveň povoleno vyplatit panství z držení Vartenberků. Jan z Valdštejna se ale o výplatu nechtěl soudit s Janem z Vartenberka a místo toho mu dědičné právo postoupil. Do té doby klesl počet bezdězských manů na pouhé tři. Jan z Vartenberka převedl bezdězské panství s dalšími statky na manželu Barboru z Lobkovic a 4. ledna 1595 zemřel. Vartenberkové už na hradě nežili a jejich sídlem na bezdězském panství se stal zámek v Doksech.

### Sedmnácté století

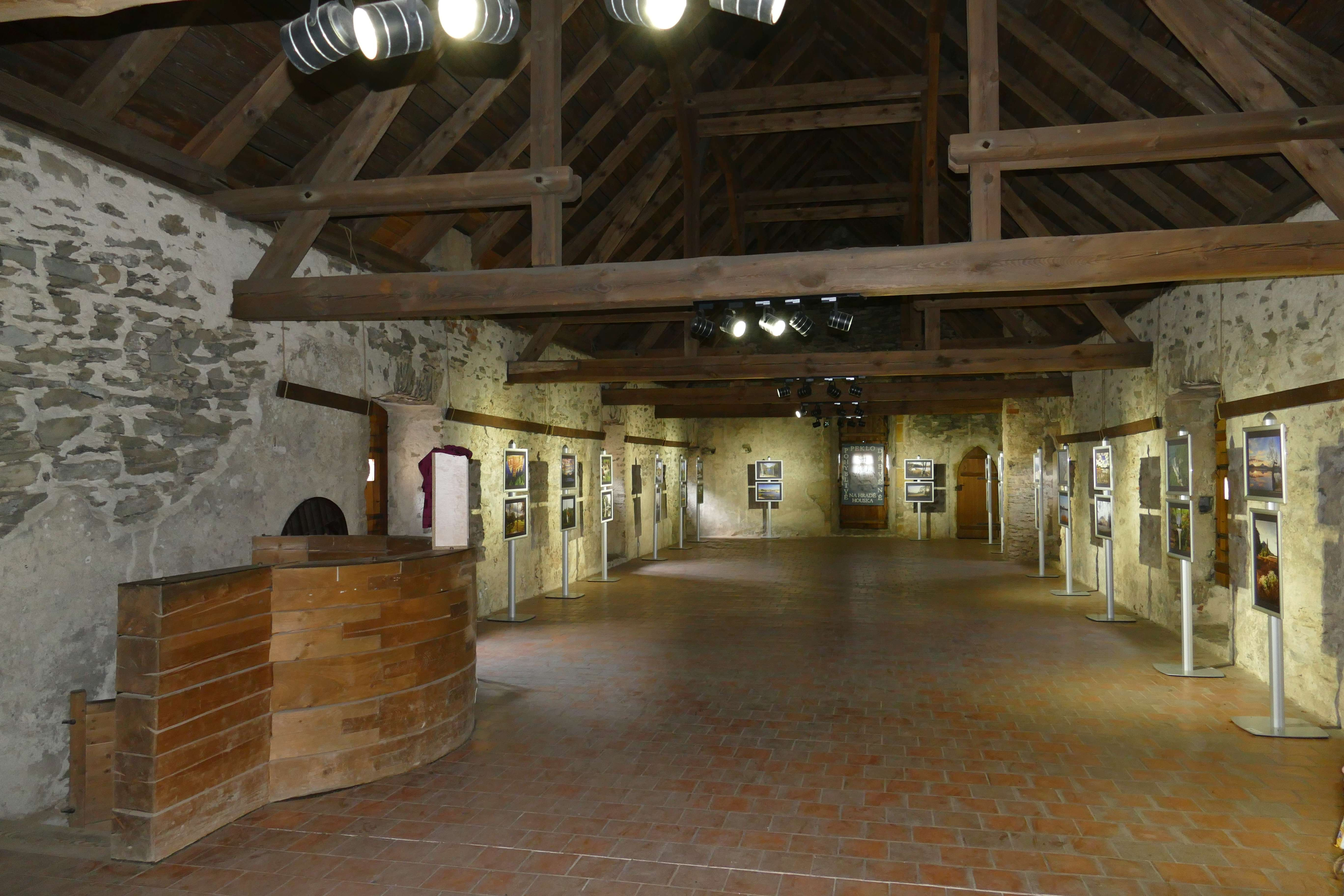
Interiér jednoho z paláců

Vdova Barbora se podruhé vdala za Václava staršího Berku z Dubé a na Deštném, kterému odkázala veškerý majetek, a 16. srpna 1610 zemřela. Václav se jako jeden z direktorů zúčastnil stavovského povstání, po jeho potlačení musel uprchnout ze země a ztratil veškerý majetek. Jeho syn Adam Bohumír Berka z Dubé tou dobou studoval na univerzitě v Paříži a později se marně snažil získat majetek zpět. Na začátku třicetileté války hrad obsadili nekatoličtí sedláci, kteří na něm ukryli svůj majetek. V listopadu roku 1620 do Čech vtrhly oddíly Maxmiliána Bavorského a 30. prosince obsadily Bělou. Vzápětí zaútočili i na hrad Bezděz, který 5. ledna 1621 dobyli, vydrancovali a zapálili.
Dne 6. července 1622 panství koupil Adam z Valdštejna a následujícího roku ho postoupil Albrechtovi z Valdštejna. Nový majitel plánoval hrad přestavit na nejsilnější pevnost svého knížectví, ale už v roce 1624 od svého úmyslu upustil. Naopak využil hradu ke zřízení augustiniánského kláštera pro dvanáct mnichů, kterému věnoval vsi Podbezděz, Kruh, les, dva mlýny, rybník a určité peněžní dávky. Po svém vítězství v bitvě u Desavy nechal pro hradní kapli zhotovit votivní oltář zasvěcený svatému Markovi. Dále ustanovil, aby se na výroční den vítězství konalo procesí ze vsi Bezděz do hradní kaple. Augustiniáni však na hradě příliš nebývali. Často se stalo, že na hradě pobývali jen čtyři, nebo dokonce dva mniši, na což si Albrecht často stěžoval. Devět let po založení mniši Bezděz opustili a vrátili se do staršího kláštera v Bělé. Druhý pokus o založení kláštera, tentokrát benediktinského a pod hradem, plánoval kníže Albrecht po bitvě u Lützenu. Přestože proběhly všechny přípravy, Albrechtova smrt založení kláštera zmařila.
Když král Ferdinand III. v roce 1636 obnovil emauzský klášter v Praze, věnoval mu bezdězské panství s pustým hradem Bezdězem a řadou vesnic. Opat Benedikt Pennalosa poté povolil jednomu mnichovi, aby na pustém hradě žil jako poustevník a staral se o opuštěnou kapli. V roce 1642 už byl poustevník mrtvý a hrad obsadilo švédské vojsko, které se opevnilo v sedle mezi oběma vrchy. Teprve opat Antonio de Sotomayor nechal se založením kláštera řádu montserratských benediktinů v roce 1662 opravit hradní kapli, zřídit chodbu ke kapli a opravit část obytných prostor. Dva benediktýnští mniši poté žili přímo na hradě a vykonávali tam mariánské pobožnosti a hrad fungoval jako významné poutní místo. Dne 8. září 1666 byla do kaple přemístěna jedna ze tří kopií Panny Marie Montserratské, čímž se hrad stal ještě více vyhledávaným poutním místem a počet mnichů se zvýšil na šest až sedm. V roce 1686 nechala hraběnka Anna z Valdštejna 1686 podél přístupové cesty postavit křížovou cestu.

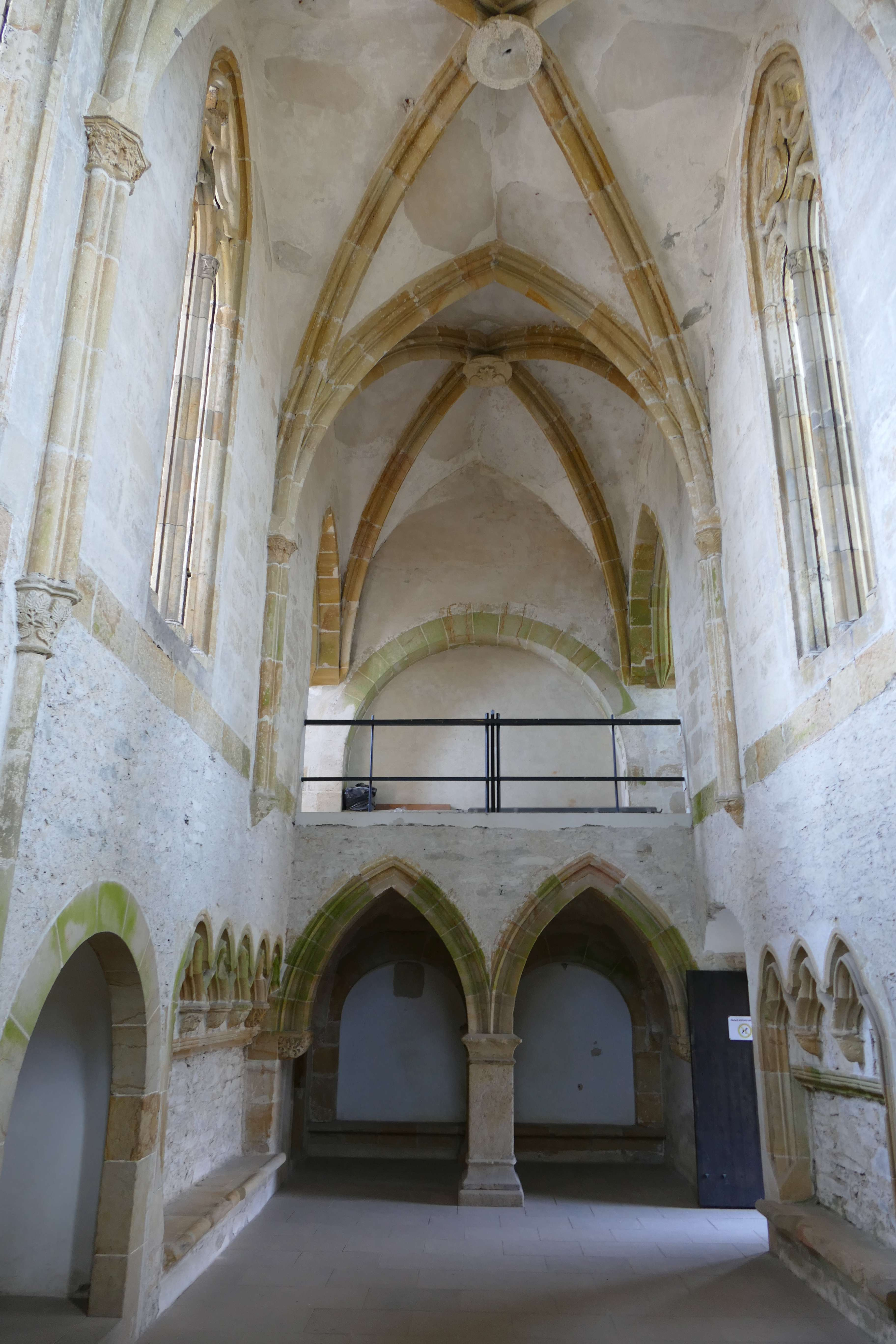
Západní strana kaple s panskou emporou

Vzdálené panství se Emauzskému klášteru špatně spravovalo, a proto opat Didacus de Canvero se svolením císaře 24. července 1679 většinu prodal hraběti Kryštofu Ferdinandovi z Haisensteina za čtyřicet tisíc zlatých. Výjimku tvořil jen vrch s hradem, který si klášter ponechal.

### Osmnácté století

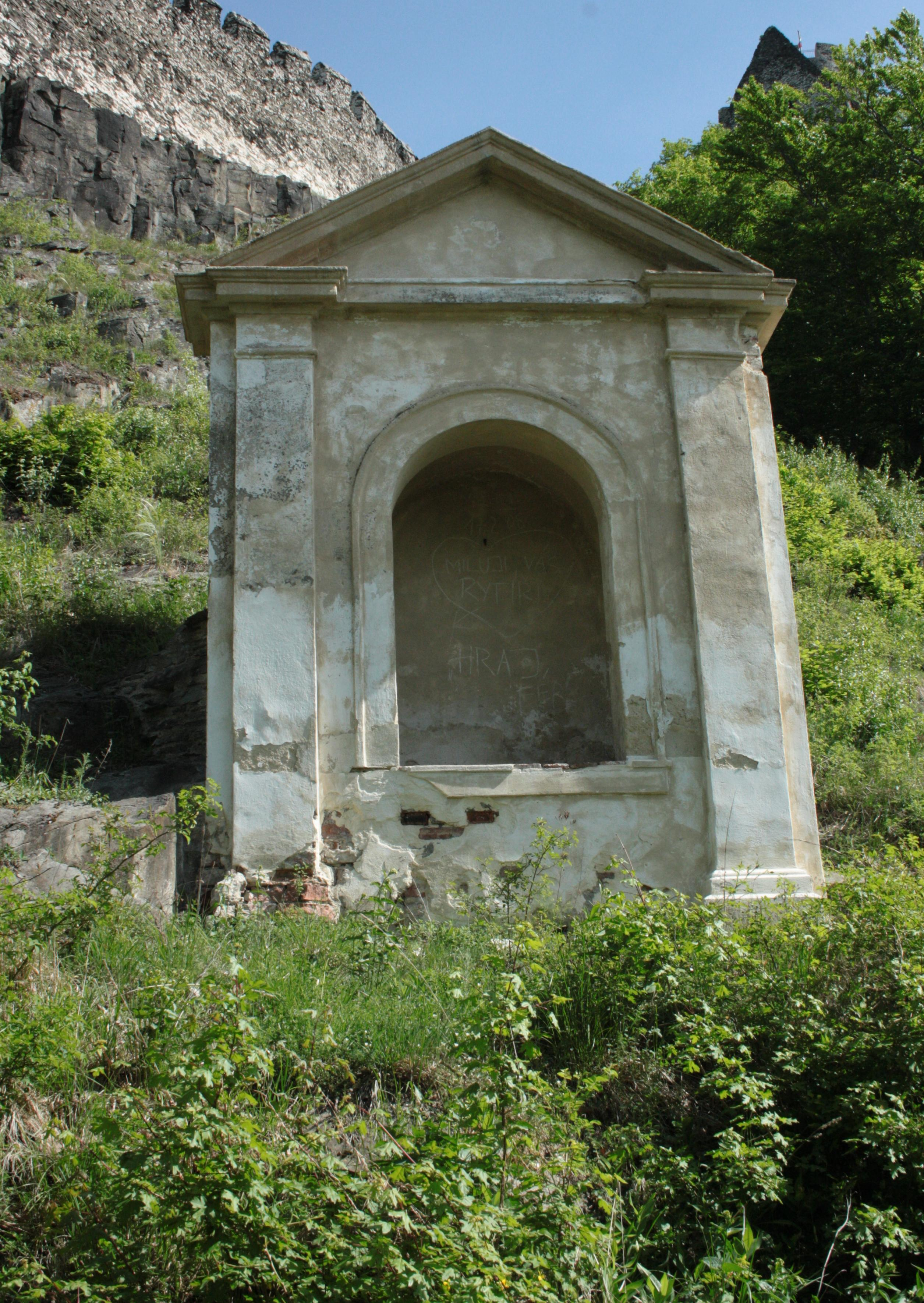
Desáté zastavení křížové cesty

Poutě ke hradní kapli byly hojně navštěvované. Návštěvnost podpořila čtveřice papežských odpustkových bul vydaných v letech 1714, 1727, 1734 a 1738. V období 1714–1726 tak vrch navštívilo téměř 267 tisíc lidí a jen v samotném roce 1740 na vrchol vystoupilo 40 087 poutníků. Mniši v roce 1741 odsloužili 2 920 mší. Roku 1724 byly už dříve upravené výklenky ve hradbách vyzdobeny výjevy ze života svatého Benedikta.

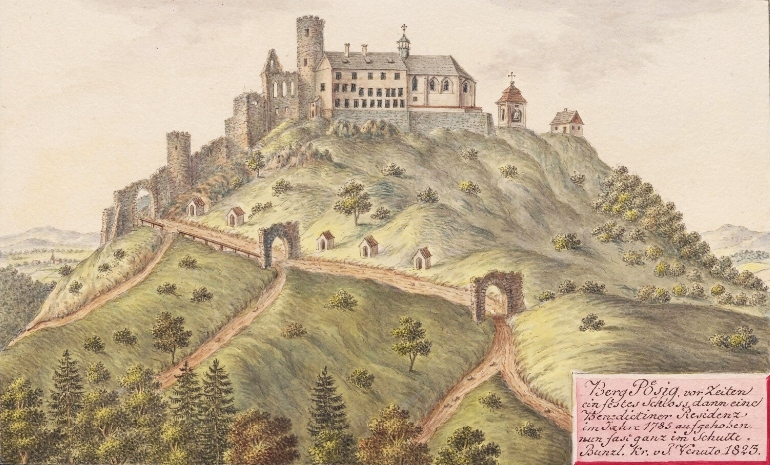
Hrad Bezděz, kresba Johanna Venuta z roku 1823, pravděpodobně dle starší předlohy

Během války o bavorské dědictví, v létě roku 1778, ovládlo blízké Litoměřicko pruské vojsko pod velením Jindřicha Pruského, jehož oddíly vyjížděly plenit do širokého okolí. Mniši z Bezdězu proto Jindřicha požádali o ochranu a na hrad se dostavila posádka v síle čtyřiceti mužů. Rakouský generál Ernst Gideon von Laudon brzy poslal oddíl dvou set Chorvatů, aby posádku hradu zajala. V noci 8. září 1778 se Chorvati pokusili hrad dobýt pomocí žebříků, ale posádka se účinně bránila a přiměla Chorvaty, jichž šest padlo a 36 bylo zraněno, ustoupit. Pruská posádka poté hrad opustila a odvezla s sebou množství církevního zlata a stříbra.
V listopadu roku 1785 císař Josef II. nařídil zrušení kláštera. Mariánská socha byla následujícího roku tajně přemístěna do dokeského kostela a mniši se odstěhovali zpět do Emauzského kláštera. Opuštěný hrad se stal cílem okolního obyvatelstva, které z něj odnášelo všechny dřevěné části. Roku 1789 vládní úřady prodaly zříceninu za 40 zlatých Václavu Tschernartzovi, který chtěl odvozit zbývající dřevo a železné součásti. Ten podle pověsti při rozebírání dřevěné konstrukce zahynul, ale ve skutečnosti svá práva prodal hraběti Arnoštovi z Valdštejna. Neudržovaný hrad se začal měnit ve zříceninu.

### Novodobé dějiny
Koncem první poloviny 19. století se začaly objevovat první snahy o zachování hradu. Hrabě Kristián z Valdštejna a Vartenberka nechal opravit a zpřístupnit vyhlídkovou plošinu na věži. Práce na ní skončily v roce 1844 a k jejím prvním návštěvníkům patřil Štěpán Habsbursko-Lotrinský. Plánovala se také oprava kaple, ale vzhledem k vypuknutí revoluce roku 1848 k ní tehdy nedošlo. Později byly kaple a královský palác provizorně zastřešeny. Zpráva z roku 1892 však popisovala špatný stav vyhlídkové věže a kaplí křížové cesty. Opravy měly proběhnout v letech 1912–1913, ale opozdily se a brzy je přerušila první světová válka.
Státní památkový úřad v letech 1920–1926 prosadil a realizoval obnovu střechy královského paláce s kaplí a od roku 1926 začala probíhat jednání o prodeji hradu Klubu československých turistů. Kupní smlouva s posledním majitelem Karlem Arnoštem z Valdštejna a Vartenberka byla uzavřena v roce 1932. Klub za hrad zaplatil symbolické dva tisíce korun. Turisté poté opravili a zastřešili především purkrabský palác.
Roku 1953 byl hrad předán státní památkové péči. Od šedesátých let dvacátého století byl ve správě Okresního národního výboru v České Lípě, na jehož náklady s pomocí Programu na záchranu architektonického dědictví byly na hradě prováděny záchranné a konzervační práce na hradní kapli a vyměněna střešní krytina královského paláce. V 90. letech 20. století převzal hrad Národní památkový ústav, přičemž hrad je řízen Územní památkovou správou na Sychrově.
V roce 1998 proběhla konzervace a opětovné zpřístupnění velké věže, provedena puristická obnova purkrabského paláce, při které byly vyzdívky refektáře a mnišské cely zcela zlikvidovány a bylo usazeno nové točité schodiště do podstřeší, kde tak vznikl výstavní prostor.
V roce 2009 byly zahájeny práce na opravách jižního Manského paláce a Templářského paláce na II. hradním nádvoří. Nejprve byla v roce 2014 dokončena rekonstrukce a zastřešení jižního Manského paláce. Templářský palác byl zpřístupněn v roce 2018 a je v něm umístěna expozice s mučícími nástroji a archeologickými nálezy. V roce 2017 byla provedena oprava části exteriéru kaple.

## Přírodní poměry

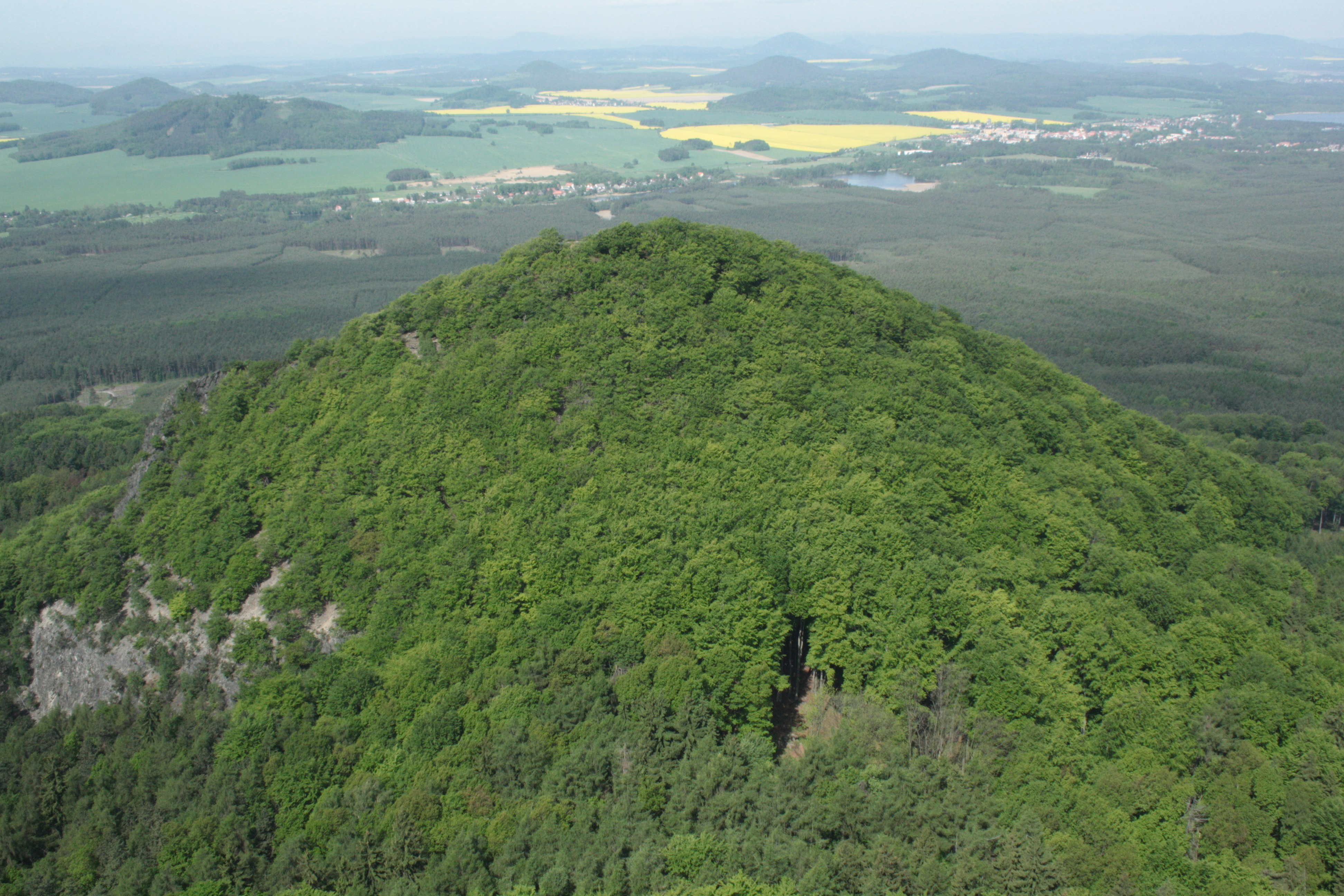
Malý Bezděz

Vrch Bezděz se svou nadmořskou výškou 606 metrů převyšuje okolní krajinu o více než 250 metrů. Tvoří jej sodalitický nefelinit s převážně deskovitou odlučností, který byl použit i při stavbě hradu. Pouze na architektonické části jako ostění oken nebo klenební žebra se dovážel pískovec od Jestřebí. Kámen se lámal přímo na místě a na jihozápadním svahu je patrné místo, kde byla odtěžena pětimetrová vrstva skály. Geologická charakteristika kopce neumožnila vyhloubení studny, protože skalní pukliny jsou sevřené a většina dešťové vody stéká po povrchu kopce dolů, kde proniká do sutí a křídových sedimentů.
Hrad se nachází na území chráněné krajinné oblasti Kokořínsko – Máchův kraj. Vrchy Bezděz i Malý Bezděz (s výjimkou hradního areálu) jsou součástí národní přírodní rezervace Velký a Malý Bezděz vyhlášené na ochranu geomorfologických útvarů obou vrchů, přirozených lesních porostů (acidofilní a květnaté bučiny, hercynské dubohabřiny, suťové lesy), společenstev skalních stepí a vzácných nebo ohrožených druhů rostlin a živočichů, ke kterým patří populace tesaříka alpského.

## Stavební podoba

Půdorys hradu od Vojtěcha Krále z Dobré Vody publikovaný Augustem Sedláčkem roku 1895. August Sedláček chybně identifikoval stáří a charakter některých budov hradu. Odlišné části podle mladších autorů jsou: 10 – královský palác, 11 – purkrabský palác, 14 a 17 – manské paláce, 15 – přístavek sousedního paláce

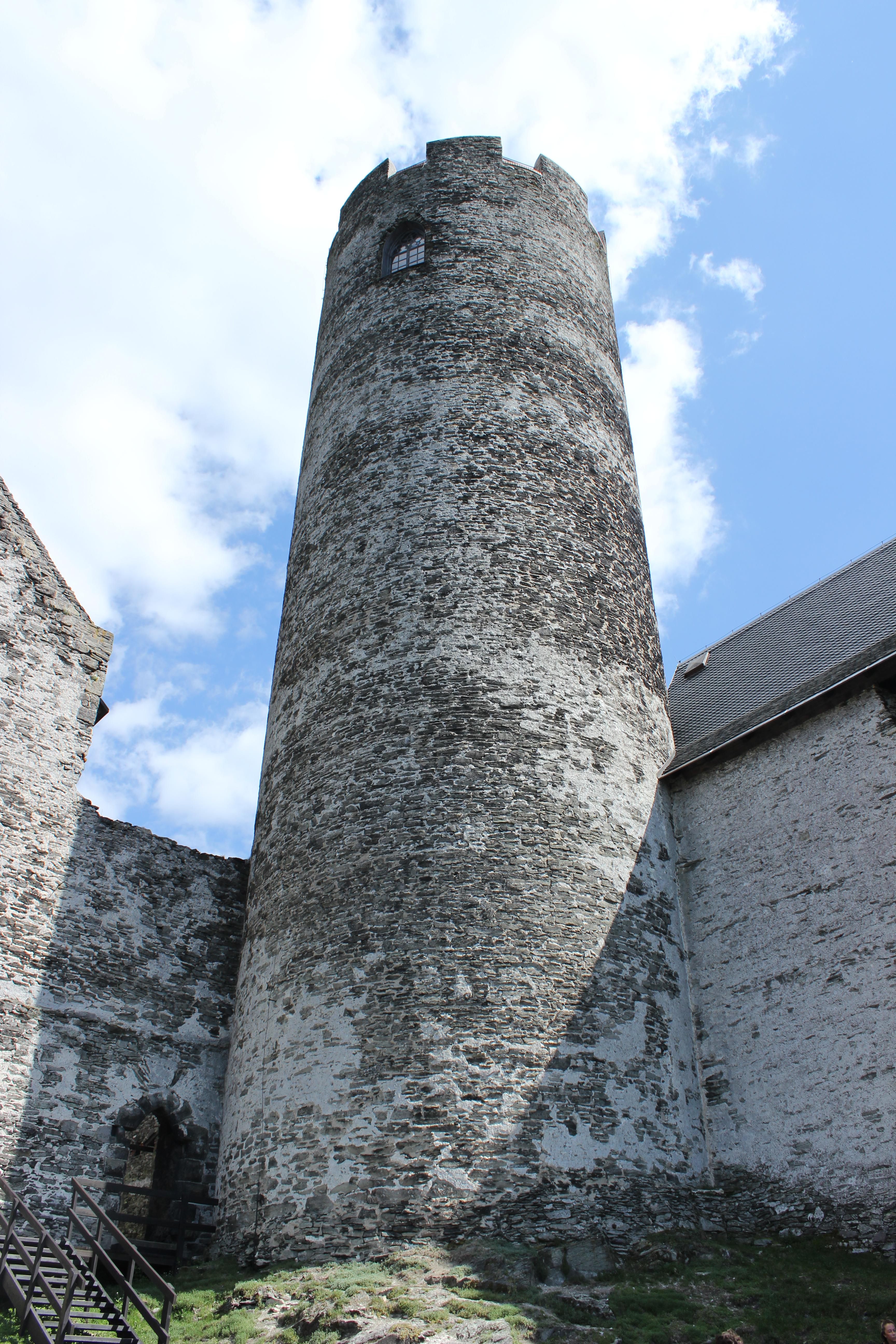
Velká věž

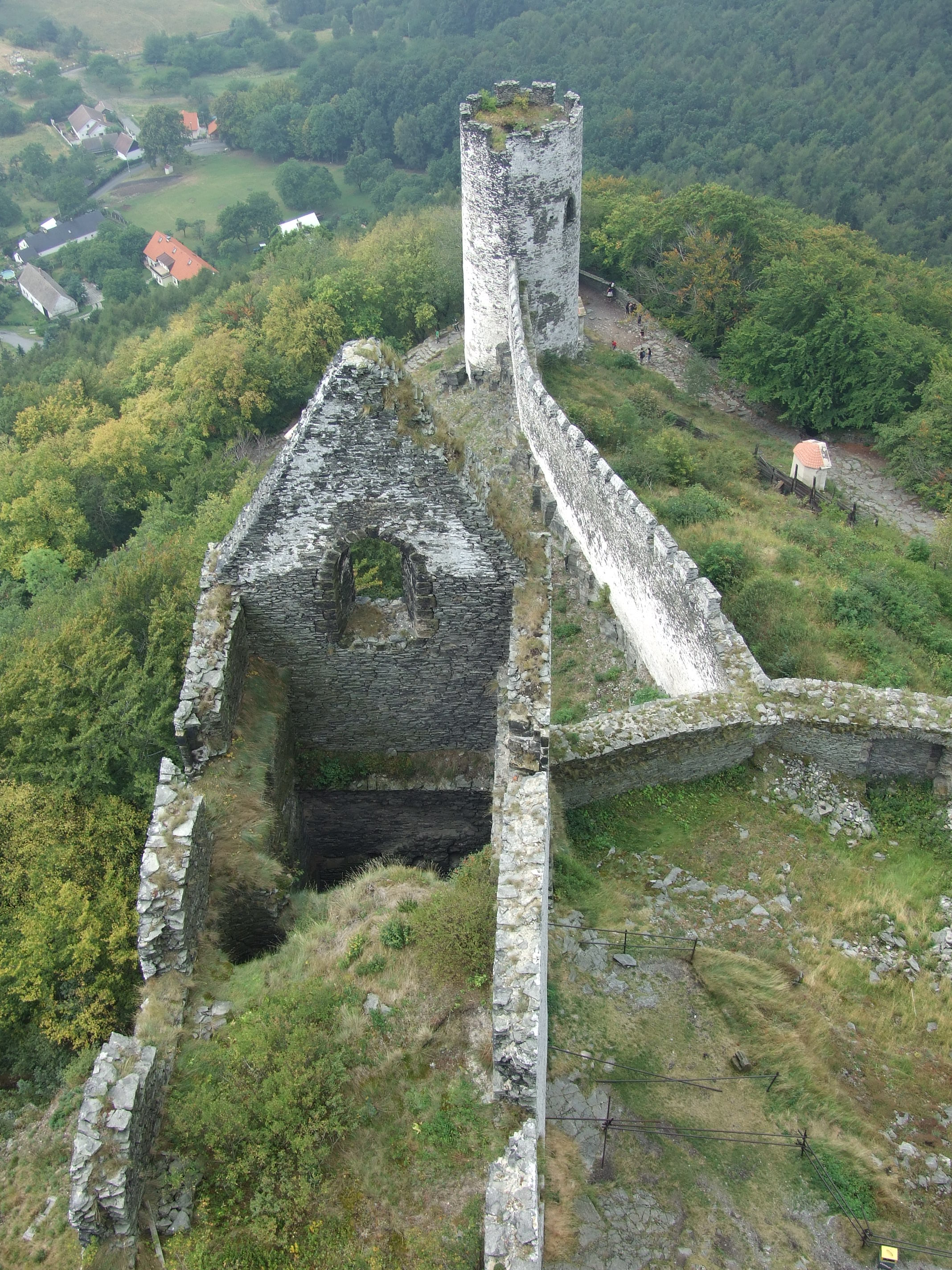
Manský palác (před rekonstrukcí) s Čertovou věží

Bezděz patří mezi hrady s obvodovou zástavbou, ale jeho podoba je silně ovlivněná úzkým, protáhlým staveništěm. Je nejlépe zachovaným hradem Přemysla Otakara II. a hradní kaple podle Tomáše Durdíka patří k nejvýznamnějším raně gotickým interiérům v Česku. Na rozdíl od starších královských hradů na Bezdězu nebyl velký sál, který nahradila sestava místností označovaná jako přemyslovský byt. Cílem rozsáhlého vnějšího opevnění bylo posunout první kontakt s případným nepřítelem co nejdále od hradního jádra. Jeho použití je prvním projevem takových snah v Česku.
Přístupová cesta ke hradu se ve svahu hluboko pod hradním jádrem dvakrát ostře lomí. Úsek před první zatáčkou chránilo opevnění tvořené valem a příkopem. Za zatáčkou stála kulisová první brána. Cesta vedla dalšími dvěma kulisovými branami, jejichž obranu umožňoval pouze hradební ochoz. Mezi první a třetí branou ji na vnější straně lemovala hradební zeď. Hradba třetí brány stoupá svahem až k vnitřnímu hradu. Zeď je 180–200 centimetrů tlustá a dochovalo se na ní cimbuří se sedlovými stříškami stínek. Nad branou je do hradby zapojena okrouhlá Čertova věž. Plnila funkci bergfritu a posilovala obranu prostoru třetí brány. Věž s průměrem 8,5 metru zpřístupňuje vysoko umístěný portálek, do kterého se vcházelo po dřevěných pavlačích se schůdky z hradebního ochozu. Interiér byl členěn trámovými stropy do několika pater. Vnější hradba pokračuje od třetí brány a v délce asi 250 metrů uzavírá severozápadní stranu hradu. Za Albrechta z Valdštejna byl tento úsek hradby zesílen trojicí trojúhelných bastionů.
Cesta za třetí branou původně stoupala úbočím přímo k dolní části vnitřního hradu, kde se v hradbě nacházela původní čtvrtá brána, nejspíše v době vlády Václava II. zazděná. Přeložená cesta obchází celý vnitřní hrad až k severu, kde vstupuje do hradního jádra. Celou jeho jihovýchodní stranu tvoří tzv. Královský palác s kaplí a naproti němu stojí menší Purkrabský palác. Na úzkém nádvoří mezi oběma paláci se nachází ve skále vylámaná cisterna a jihozápadní stranu uzavírá velká věž. Dolní hrad tvoří dvojice protilehlých Manských paláců oddělených širším nádvořím. Průchod z dolního do horního hradu umožňovala branka u paty bergfritu.
Všechny paláce mají stejné schéma rozdělení interiérů. Plochostropá přízemí sloužila provozním účelům. Jádrem obytných prostor v prvním patře je klenutý sál, ke kterému přiléhala komnata vytápěná krbem na jedné a roubená komora na druhé straně. Druhé patro poskytovalo pomocné obytné a provozní funkce. Vcházelo se do něj točitými schodišti ze sálu v prvním patře. V případě Královského paláce s rozměry 50 × 8,6 metru je základní schéma v prvním patře doplněno o další komnatu mezi roubenou komorou a kaplí a trojici pokojů na opačné straně. Všechny prostory v prvních patrech s výjimkou roubených komor byly zaklenuté jedním nebo v případě sálů dvěma poli křížové klenby.
Výškový rozdíl mezi Královským palácem a kaplí vyrovnávala pavlač či lodžie, ze které se dochovaly kamenné konzoly a římsa, která chránila střechu pavlače před zatékáním. U nádvorní zdi, kde pavlač chyběla, stálo kryté dřevěné schodiště, kterým se od paty věže vstupovalo přímo do prvního patra paláce. V letech 1661–1665 byla pavlač nahrazena zděnou chodbou a krytým přechodem k purkrabství. Do chodby se z nádvoří vstupovalo po schodišti, z něhož se dochoval podpůrný oblouk. Drobná dvířka umožňovala z chodby přikládat palivo do kamen umístěných v některých místnostech.
Velká věž měří v průměru deset metrů. Vchází se do ní po schodišti vybudovaném v roce 1844 vchodem v úrovni druhého patra, ale původní vstupní portálek je ještě o 180 centimetrů výš. Věž byla na vstupem rozdělena na pět pater tvořených trámovými stropy, které spočívaly na ústupcích zdiva.

### Hradní kaple

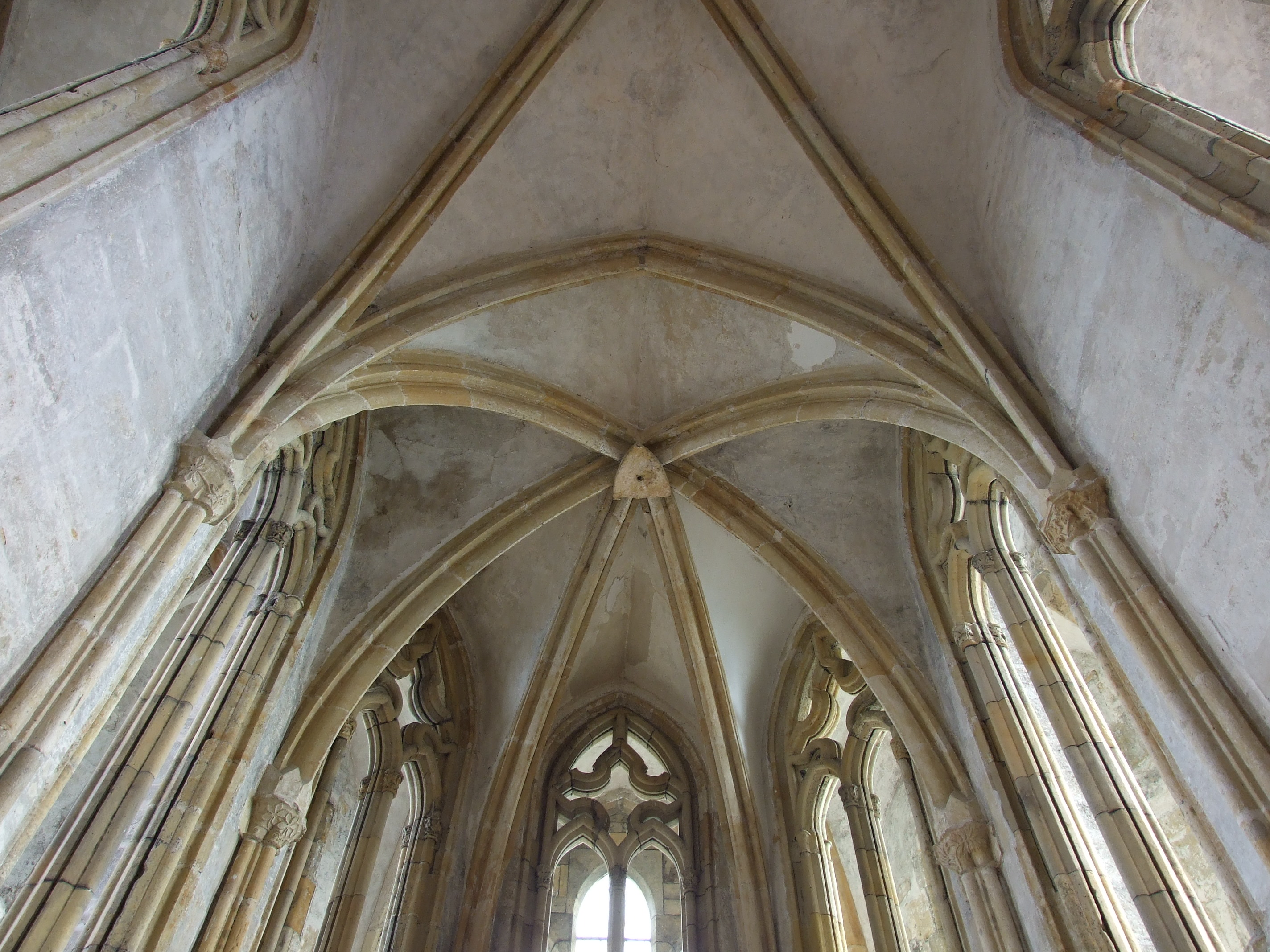
Křížová klenba presbytáře

Jednolodní kaple navazuje na východní konec Královského paláce. Oproti jeho ose je mírně posunutá, aby bylo možné do předsíně vstupovat přímo z nádvorní pavlače. Pavlač ústila do otevřené arkádové předsíně zaklenuté dvěma poli křížové klenby. Vstupní portál je zakončen jeptiškou, v jejímž vrcholu se nachází tympanon zdobený motivem vinného keře.
Loď kaple je zaklenutá dvěma čtvercovými poli křížové klenby a třetí pole uzavírá pětiboce ukončený presbytář. Protější západní stranu zaujímá empora podklenutá dvěma poli křížové klenby a směrem do lodi otevřená hrotitou dvouosou arkádou. Po celém obvodu vede ochoz v síle téměř tři metry tlusté zdi, otevřený do interiéru i exteriéru řadou oken. Přízemní část zdi uvnitř člení řada sedilií a přibližně uprostřed severní stěny je vchod do malé sakristie.

### Opevnění na Malém Bezdězu
Na přelomu čtrnáctého a patnáctého století bylo na sousedním vrchu Malý Bezděz postaveno předsunuté opevnění. Část kopce byla odtěžena lomem, ale přesto se na východní straně dochovaly stopy fortifikace, k jejíž výstavbě byl použit místní znělec a dřevo. Stopy kamenného ohrazení vedou podél cesty k úzkému spočinku. Zda pokračovalo dále na západní stranu kopce není jasné. U spočinku je patrný pozůstatek stavby částečně vyhloubené ve skále a doplněné zdivem z nasucho kladených kamenů. Druhý fragmentárně dochovaný pás opevnění se nachází pod vrcholem kopce a také v něm jsou stopy po ve skále zahloubeném objektu.

## Přístup
| Rok  | Počet návštěvníků |
| ---- | ----------------- |
| 2015 | 60 123            |
| 2016 | 67 961            |
| 2017 | 67 965            |
| 2018 | 67 871            |
| 2019 | 68 049            |

K Bezdězu vede červeně značená turistická trasa zvaná Máchova cesta z České Lípy přes Doksy na hrad. Na samotný hrad vede pouze lesní cesta pro pěší (1 km). Modře značená turistická trasa spojuje obec Bezděz se železniční zastávkou Bezděz (2,5 km). V obci Bezděz spojuje červeně značenou trasu (Máchova cesta) krátký modře značený úsek s další červeně značenou trasou z Mladé Boleslavi a Bělé pod Bezdězem pokračující přes oblast Kokořínska do Mělníka.
Hrad ve správě Národního památkového ústavu je otevřen v návštěvních hodinách od dubna do října. Návštěvníkům jsou volně přístupné purkrabský a královský palác s kaplí, velká věž a manské paláce na druhém nádvoří.
Jelikož lesní cesta k hradu je příkrá a není uzpůsobena pro jízdu aut, byla v roce 1982 vybudována nákladní visutá lanová dráha, která je v prostředí českých památek ojedinělá. Jízdní doba vozíku nahoru a dolů trvá kolem 15 minut a uveze skoro půl tuny nákladu, využíván je až šestnáctkrát denně. Na hrad je lanovkou dovážena voda, zásoby kiosku s občerstvením, materiál či jiné těžké předměty, dolů jsou naopak sváženy fekálie ze záchodů. Původní lanovka byla v provozu do září 2023, následně byla v její trase postavena nová visutá lanová dráha o délce 139 m, náklady dosáhly výše téměř 34 milionů korun. Zprovozněna byla v dubnu 2024. Improvizovaná lanovka se používala již při stavbě opevnění v 17. století za Albrechta z Valdštejna. Materiál tažený údajně větrným kolem na vrcholu kopce se vyvážel po dřevěném žlabu. Dřevěného žlabu využívali i mniši, kteří na hrad přišli později. Jejich služebníci točili dvěma bubny s navázanými lany, na jejichž konci byly náklady.

## Hrad vkultuře

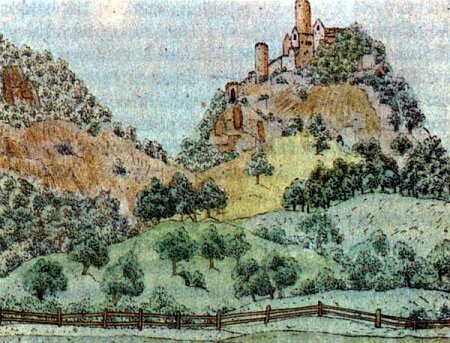
Bezděz od jihovýchodu (Karel Hynek Mácha, 1834)

V devatenáctém století se hrad stal inspirací pro romantické umělce. Karel Hynek Mácha navštívil hrad podle informací z jeho deníku v letech 1832–1836 šestkrát a napsal lyrizovanou prózu Večer na Bezdězu (1834). Hrad vyobrazil také na třech kresbách. Bedřich Smetana zkomponoval na libreto Elišky Krásnohorské operu Tajemství (1877–1878), jejíž děj mimo jiné řeší údajný poklad pod bezdězským benediktinským klášterem. Hrad na svých obrazech ztvárnili Josef Mánes, Alois Bubák, Cína Jelínek, Hugo Ullich a další.
Na hradě sídlí správce severních Čech, královský prokurátor Oldřich z Chlumu, ze série historických detektivních románů Vlastimila Vondrušky odehrávajících se ve druhé polovině 13. století.